# Episodi de I topi (prima stagione)
La prima stagione della serie televisiva I topi, formata da sei episodi, è trasmessa in prima visione su Rai 3 dal 6 ottobre 2018. La serie completa è stata pubblicata sul portale RaiPlay dal 2 ottobre 2018.
| nº | Titolo                | Prima TV        |
| -- | --------------------- | --------------- |
| 1  | La famiglia Calamaru  | 6 ottobre 2018  |
| 2  | Cimici e insetti      | 6 ottobre 2018  |
| 3  | La darsena            | 13 ottobre 2018 |
| 4  | La laurea             | 13 ottobre 2018 |
| 5  | Il giovane magistrato | 20 ottobre 2018 |
| 6  | Finalmente il mare    | 20 ottobre 2018 |

## La famiglia Calamaru
Sebastiano e la sua famiglia sono riuniti per il pranzo, che, però, viene interrotto più volte dal suono del citofono. L'uomo è quindi costretto, più volte, a infilarsi nei percorsi sotterranei che lo portano al bunker dello zio Vincenzo. Fino a quando a citofonare è Carmen che, rientrando, rivela a tutti che ha una relazione con il figlio primogenito della famiglia rivale dei Calamaru. In casa, quindi, si genera il panico.

## Cimici e insetti
Sebastiano è rimasto bloccato nell'armadio della camera da letto collegato a uno dei diversi cunicoli. La porta non si apre e Betta ha chiamato un falegname per aggiustarla, ma una volta finito il lavoro alla donna viene il sospetto che siano state installate delle cimici. Avvisato Sebastiano del problema, tutti si dirigono nel bunker dello zio per poter parlare liberamente e decidere il da farsi.

## La darsena
Sebastiano vuole far costruire una darsena sul lago lunga 180 metri. Nella cella frigorifera della pellicceria di U Stuortu, il geometra che dirige i lavori nel cantiere spiega che non è possibile. Ma Sebastiano non si dà per vinto e chiede consiglio allo zio Vincenzo, il quale suggerisce di contattare Pino U Mitra, personaggio chiave per portare avanti il progetto. L'unico problema è che è in "vacanza", ovvero in carcere. U Stuortu sa però come contattarlo.

## La laurea
Betta sta aspettando le amiche per giocare a burraco. In casa c'è Carmen che di lì a un mese discuterà la tesi di laurea. Benni ha già in mente il menù per il buffet e Sebastiano decide sorprendendo tutti di farsi fare su misura un vestito nuovo. Sebastiano raggiunge U Stuortu che lo porta dal sarto Nic Boutique. Qui scopre che il figlio del sarto è disabile e frequenta una struttura sociosanitaria. Sebastiano fiuta così un possibile affare.

## Il giovane magistrato
Nella Stanza Santa c'è un incontro importante tra tutti i capi delle famiglie. La riunione è intervallata dal tentativo di U Stuortu di recitare le sue poesie preferite. Quando Sebastiano e U Stuortu rientrano a casa, tutti stanno spiando Carmen che sull'ingresso si bacia appassionatamente con un ragazzo. Sebastiano pretende di sapere dalla figlia chi stava baciando, dato che con il figlio dei Calamaru è finita da un pezzo. Carmen risponde che si tratta di un amico che studia per diventare magistrato. Più dei baci seguiti in diretta è la parola magistrato a scatenare il panico. 

## Finalmente il mare
Al cimitero Sebastiano parla sulla tomba della madre della relazione che Carmen ha con lo studente che vuole fare il magistrato. Dopo un breve scambio con U Stuortu se ne torna a casa triste. È notte, mentre tutti dormono scatta l'allarme: la Polizia sta per fare irruzione in casa. Sebastiano scappa nel rifugio dello zio. Durante la perquisizione viene scoperto l'accesso ai tunnel. Sebastiano e lo zio Vincenzo scappano nascondendosi nel bagagliaio di un'auto guidata da U Stuortu.